# コルネリス・フリースヴェイク
コルネリス・フレースウォーク（Cornelis Vreeswijk、1937年8月8日 - 1987年11月12日）は、オランダ生まれのスウェーデンのシンガーソングライターで詩人。

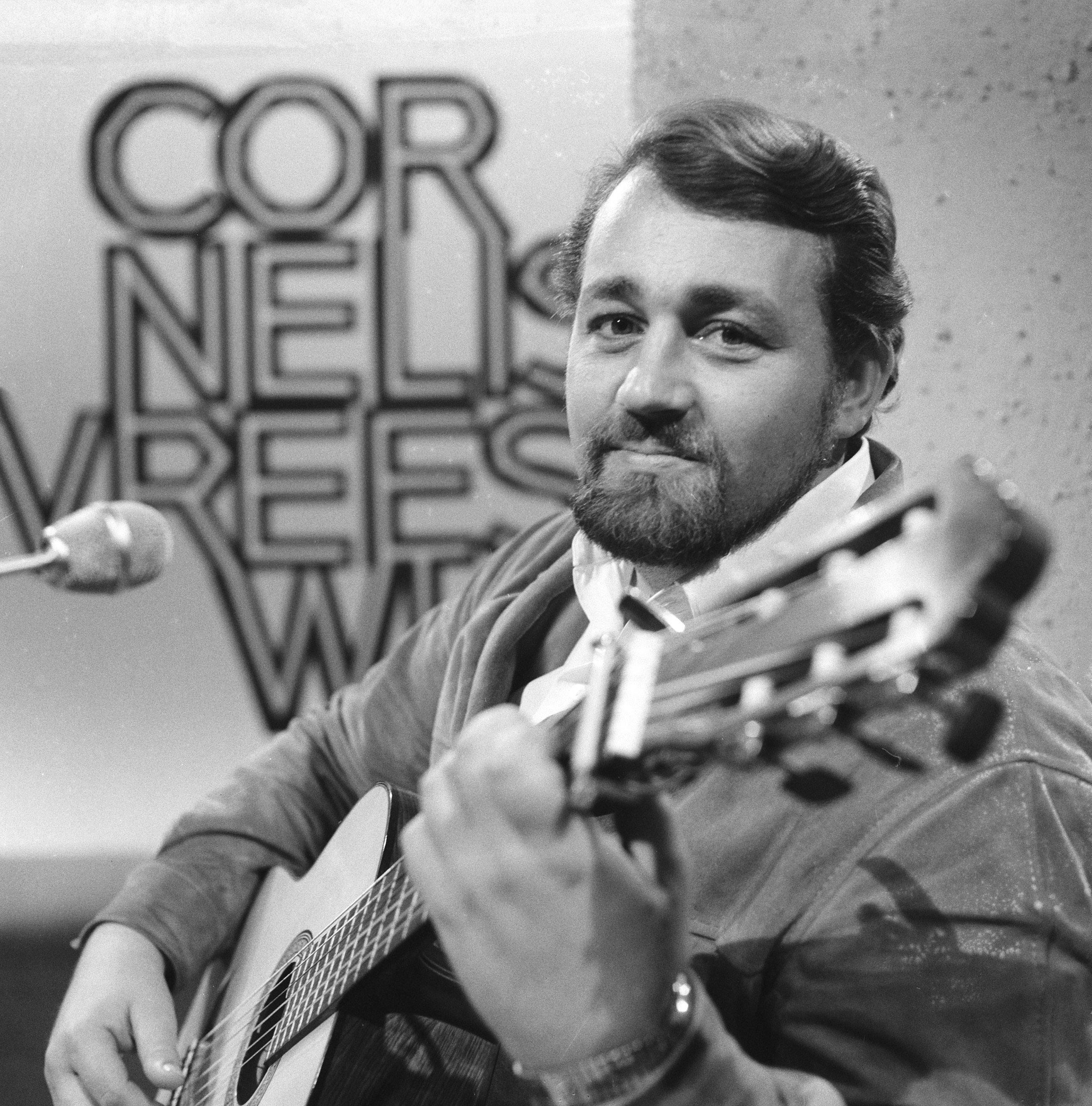
コルネリス・フレースウォークは1966年に。

彼は1949年、12歳の時に両親とともにスウェーデンに移住した。彼は社会福祉士として教育を受け、ジャーナリストになることを希望していたが、独自のユーモアと社会的な関与を持った学生向けのイベントで音楽にますます関与するようになった。フレースウォークはスウェーデンで最も影響力のあるトルバドゥール(吟遊詩人)の一人と見なされている。2010年には、彼の生涯についてのスウェーデンのドラマ映画「Cornelis」が製作され、アミール・シャムディンが監督している。